# Intracelularni receptor
Intracelularni receptori su receptori locirani unutar ćelije umesto na površini ćelijske membrane. Primeri takvih receptora su klasa nuklearnih receptora lociranih u jedru i citoplazmi i 3 receptor lociran na endoplazmatičnom retikulumu. Ligandi koji se vezuju za njih su obično intracelularni sekundarni glasnici poput inozitol trisfosfata (IP3) i ekstracelularni lipofilni hormoni, npr. steroidni hormoni. Pojedini intrakrini peptidni hormoni su takođe intracelularni receptori.

## Primeri
- transkripcioni faktori
  - nuklearni receptori

- drugi
  - Sigma1 (neurosteroidi)
  - 3 receptor (inozitol trifosfat, IP3)

## Spoljašnje veze
- [https://web.archive.org/web/20080511195543/http://nrr.georgetown.edu/NRR/nrrhome.htm
- [http://www.nursa.org/